# Kevin ZP98
Kevin ZP98 — самозарядный малогабаритный пистолет, разработанный в конце 1990-х годов чешской компанией ZVI (в начале 2013 года компания прекратила своё существование).

## Описание
Рамка выполнена из лёгкого алюминиевого сплава, затвор и ствол — из стали. Ударно-спусковой механизм — только двойного действия (DAO). Пистолет работает по схеме с полусвободным затвором. Откат затвора замедляется давлением пороховых газов, отводимых через два отверстия в стенке ствола. Магазин коробчатый, с однорядным расположением патронов. Щёчки изготовлены из чёрного пластика или орехового дерева.
Небольшие размеры делают оружие удобным для повседневного скрытого ношения.

## Варианты и модификации
Пистолет выпускается в нескольких вариантах исполнения, с различным покрытием металлических частей.
- ZP06 «Kevin M» — модификация под патрон 9×18 мм ПМ, выпускается с 2007 года[2].
- Micro Desert Eagle — модель под патрон 9×17 мм К, по лицензии выпускается в США с 2008 года на заводе компании Magnum Research.
- ZVI Night Hawk — 9-мм газовый пистолет с корпусом из алюминиевого сплава, выпускается с 2003 года[3]
- WASP R — травматический пистолет под патрон 9 мм РА, производство было начато в 2008 году. Пистолет был сертифицирован в Российской Федерации в качестве гражданского оружия самообороны[4], но с 1 июля 2011 года импорт травматических пистолетов в Россию был запрещён.

## Страны-эксплуатанты
- Чехия
- Таиланд — в 2011 году продано 130 шт.[5]